# حدث الانقراض
حدث الانقراض (بالإنجليزية: Extinction event)‏ (معروف أيضاً باسم الانقراض الجماعي Mass extinction أو الأزمة الحيوية Biotic crisis) هو نهاية وجود انواعة متعددة من الكائنات الحية.
تميزت حياة الأرض بظهور أشكال متنوعة من الكائنات الحية النباتية والحيوانية في البر والبحر، غير أن الملفت للنظر في قراءة تاريخ الأرض أن تجمعات الكائنات الحية تخضع دائما للانقراض الجماعي الذي يليه ظهور كائنات حية جديدة تخضع بدورها بعد فترة حياة للانقراض الجماعي.
نظرًا لأن معظم الأنواع والكتلة الحيوية على الأرض جرثومية صعبة القياس فإن أحداث الانقراض المسجلة تمثل المكونات غير المعقدة بيولوجيًا في المحيط الحيوي وليس التنوع الكلي ووفرة الحياة. يحدث الانقراض بمعدل غير متساو. يبلغ معدل الانقراض على الأرض استنادًا إلى السجل الأحفوري نحو 2 إلى 5 أنواع تصنيفية للحيوانات البحرية كل مليون عام. تستخدم المستحاثات البحرية في الغالب لقياس معدلات الانقراض بسبب سجلها الأحفوري الكبير ونطاقها الطبقي الواسع مقارنة بالحيوانات البرية.
كان حدث الأكسجة الكبير الذي حدث قبل نحو 2.45 مليار عام أول حدث انقراض رئيسي. تجاوزت خمس حالات انقراض جماعي رئيسية أخرى معدل الانقراض بشكل كبير منذ الانفجار الكامبري. كان انقراض العصر الطباشيري -الثلاثي الأخير الأكثر شهرة والذي حدث منذ نحو 66 مليون عام انقراض جماعي واسع النطاق للأنواع الحيوانية والنباتية في فترة زمنية قصيرة من الناحية الجيولوجية. بالإضافة إلى الانقراضات الجماعية الخمس الكبرى كان هناك العديد من الانقراضات الصغيرة أيضًا، ويسمى الانقراض الجماعي المستمر الناجم عن النشاط البشري أحيانًا الانقراض السادس. يبدو أن الانقراضات الجماعية هي ظاهرة حدثت في عصر البشائر بشكل رئيسي، حيث كانت معدلات الانقراض قليلة قبل ظهور الكائنات الحية المعقدة الكبيرة.

## فرضيات حدوثها
من بين مئات الفرضيات عن أسباب حدوثها. أنها وقعت بسبب التنافس بين الثدييات أو الأوبئة أو بسبب حساسية الأحياء للنباتات الزهرية التي تظهر حديثا أو بسبب حبوب لقاحها. إلا أن هذه الفرضيات لاتفي بتوضيح كل أحداث وأشكال الانقراضات التي حدثت. لأنها وقعت لكائنات حية كانت تعيش فوق البر أو بالبحر. مما يوحي بأن ثمة حادثا عرضيا قد وقع وأثر علي البيئة العالمية. وضرب العلماء مثلا بالمذنب الذي ضرب الأرض منذ 65 مليون سنة وخلف وراء ارتطامه بشبه جزيرة ياكوتان بالمكسيك سحابة ترابية حجبت الشمس عن الأرض لمدة 6 شهور. مما أوقف التمثيل الضوئي للنباتات فوقها. وماتت لهذا معظم النباتات. فلم تجد الحيوانات ما تأكله من نباتات أو حيوانات كانت تعيش عليها. فنفق معظمها ومن بينها الديناصورات العشبية أوآكلة اللحوم. ولم يعش سوي الحيوانات الصغيرة الرمية كالحشرات والديدان التي أمكنها العيش على الحيوانات النافقة أو مواد النباتات الميتة. لهذا نجت. لكن المعارضين لنظرية ضرب الأرض بأجسام فضائية يقولون بأن البيئة يمكنها بسهولة تخطي هذا التأثير ولاسيما وأن الحفريات في رسوبيات شرق مونتانا بشمال غرب داكوتا وعمرها 2,2 مليون سنة تبين أن الديناصورات كانت تعيش هناك، وقد طمرت رواسب الفيضانات الكاسحة عظام هذه الديناصورات التي أظهرت أن اندثارها كان تدريجيا خلال عدة ملايين من السنين بالعصر الطباشيري.

## فحص الرسوبيات
قام العلماء بفحص قطاعات طولية في هذه الرسوبيات من أسفل لأعلى، فوجدوا 2000 حفرية ديناصورية وكل عظمة ترجع إلى فصيلة من الديناصورات سواء أكانت آكلة للعشب أو اللحوم. كما يقال أن من بين هذه الأسباب التي أدت إلي الانقراضات الجماعية عوامل كوارثية، كنظرية ضرب المذنبات أو بيئية كالبراكين أو جليدية كما في العصور الجليدية أو لتغير معدل الأكسجين أو الملوحة بالمحيطات أو لتغير المناخ العالمي. ورغم منطقية ومعقولية هذه الأسباب إلا أنها لا تفي ولا تقدم تأكيدات قاطعة. لأنها فرضيات استنتاجية أو تخمينية رغم أن هذه الأسباب ليست مؤكدة أو معلومة لدينا. لأنه ليس من السهل قتل أحياء أو كائنات إحيائية كثيرة وعلى نطاق واسع إلا من خلال كارثة شاملة وكاسحة. وقد اجتاح الأرض انقراض كبير منذ 11 ألف سنة بسبب استمرار العصر الجليدي الأخير الذي قضي على ثلثي الأحياء بشمال أمريكا وبقية القارات. وهذا العصر الجليدي لم ينحسر بعد من القطبين. لكن ثمة أنواعا قاومت هذا الفناء الكبير ومن بينها نوع الإنسان الذي كان من الناجين وبلغ بعده لأعلي مراتبه. فظهر الإنسان العاقل وتطوره للإنسان الحديث الصانع الماهر والمفكر.

## أحداث الانقراض الرئيسية
حدد جاك سيبكوسكي وديفيد روب في ورقة هامة نُشرت في عام 1982 خمس عمليات انقراض جماعية تم اعتبارها خارج الاتجاه العام المتمثل في خفض معدلات الانقراض خلال عصر البشائر، ولكن مع تطبيق اختبارات إحصائية أكثر صرامة على البيانات المتوفرة فقد ثبت أنّ الحياة الحيوانية متعددة الخلايا قد شهدت خمس حالات انقراض جماعية رئيسية وحالات ثانوية كثيرة. لا يمكن تحديد الحالات الخمسة الكبرى بشكل واضح، ولكن يبدو أنها تمثل أكبر سلسلة متصلة من أحداث الانقراض.
1. أحداث الانقراض الأوردوفيشي - السيلوري (نهاية العصر الأوردوفيشي): حدث منذ ما بين 450 - 440 مليون سنة عند الانتقال الأوردوفيشي - السيلوري. حدثان تسببا في مقتل ما نسبته 27٪ من جميع العائلات و 57٪ من جميع الأجناس ومن 60٪ إلى 70٪ من جميع الأنواع.[11] تم تصنيفهما معًا من قبل العديد من العلماء على أنهما ثاني أكبر أحداث الانقراض الخمسة الرئيسية في تاريخ الأرض من حيث نسبة الأجناس التي انقرضت.
2. الانقراض الديفوني المتأخر: حدث منذ 375 - 360 مليون سنة قريبا من الانتقال الديفوني. أدت سلسلة طويلة من الانقراضات في نهاية العصر الفراسني في الجزء المتأخر من العصر الديفوني إلى القضاء على حوالي 19٪ من جميع العائلات و 50٪ من جميع الأجناس[12] و 70٪ على الأقل من جميع الأنواع.[13] استغرق حدث الانقراض هذا ربما ما يصل إلى 20 مليون سنة، وهناك أدلة على سلسلة من تسارع احداث الانقراض خلال هذه الفترة.
3. الانقراض البرمي - الثلاثي (نهاية البرمي): حدث منذ 252 مليون عام عند الانتقال من العصر البرمي إلى الثلاثي.[11] يعتبر أكبر انقراض حدث على الأرض وقتل 57% من جميع العائلات و 83٪ من جميع الأجناس وما بين 90٪ إلى 96٪ من جميع الأنواع[14] (53٪ من العائلات البحرية، 84٪ من الأجناس البحرية، وحوالي 96٪ من جميع الأنواع البحرية ونسبة تصل لـ 70% من الأنواع البرية[15] بما في ذلك الحشرات).[11] لقد انقرضت المفصليات البحرية ثلاثية الفصوص التي كانت ناجحة. إن الأدلة المتعلقة بالنباتات أقل وضوحًا، لكن أصبح التصنيف الجديد هو السائد بعد الانقراض.[16] كان (للموت العظيم) أهمية تطورية هائلة على الأرض حيث أنهى أفضلية الزواحف التي تشبه الثدييات. استغرق تعافي أنوا الكائنات الفقارية 30 مليون عام،[17] ولكن خلقت الفجوات فرصة للأركوصورات لتصبح المسيطرة. أما في البحار انخفضت نسبة الحيوانات ذات الحركة الموضعية من 67٪ إلى 50٪. كان العصر البرمي بأكمله وقتًا عصيبًا للحياة البحرية على الأقل، حتى قبل حدث الموت العظيم.
4. الانقراض الترياسي - الجوراسي (نهاية الترياسي): حدث منذ 201.3 مليون عام في المرحلة الانتقالية بين العصر الترياسي والجوراسي. انقرض نحو 23٪ من جميع الأسر، و 48٪ من جميع الأجناس (20٪ من العائلات البحرية و 55٪ من الأجناس البحرية) ومن 70٪ إلى 75٪ من جميع الأنواع.[18] انقرضت معظم الأركوصورات غير الديناصورية ومعظم الثيرابسيد ومعظم البرمائيات الكبيرة مما ترك للديناصورات القليل من المنافسين على الأرض. استمرت الأركوصورات غير الديناصورية في السيطرة على جميع البيئات المائية، بينما استمرت ثنائيات الأقواس في السيطرة على البيئات البحرية فقط. كما بقيت سلالات مقسومات الفقار من الكائنات البرمائية الكبيرة حتى العصر الطباشيري في أستراليا.
5. انقراض العصر الطباشيري - الباليوجين (في نهاية العصر الطباشيري): حدث منذ 66 مليون عام في فترة الانتقال الطباشيري - الباليوجين.[19] انقرض نحو 17٪ من جميع العائلات، و 50٪ من جميع الأجناس و 75٪ من جميع الأنواع انقرضت.[20] اختفت في البحار جميع الأمونيت والعظائيات الزعنفية والموزاصوريات وانخفضت نسبة الحيوانات ذات الحركة الموضعية (غير القادرة على الحركة) إلى نحو 33٪. انقرضت جميع الديناصورات من غير الطيور خلال ذلك الوقت.[21][22] كان الحدث قاسيا مع وجود اختلاف كبير في معدل الانقراض بين الطبقات المختلفة. ظهرت الثدييات والطيور التي انحدرت من الديناصورات وحشيات الأرجل كحيوانات برية كبيرة مهيمنة.

على الرغم من شهرة هذه الأحداث الخمسة لا توجد ميزات محددة تفصلها عن أحداث الانقراض الأخرى، يمكن أن يؤدي استخدام طرق مختلفة لحساب آثار الانقراض إلى ظهور أحداث أخرى في المراكز الخمسة الأولى.
يعتبر تفسير سجلات المستحاثات القديمة أكثر صعوبة. وذلك بسبب:
- من الصعب العثور على الحفريات القديمة لأنها عادة ما تكون مدفونة على عمق كبير.
- عملية تأريخ الحفريات القديمة أكثر صعوبة.
- يتم البحث في اماكن محددة تحوي مستحاثات أكثر من تلك التي لا تحتوي مستحاثات عادة، مما يترك فترات معينة دون بحث.
- يمكن أن تكون بعض الأحداث البيئية في عصر قبل التاريخ قد اعاقت عملية الترسب.
- يختلف مدى حفظ الحفريات على الأرض، لكن تميل الحفريات البحرية إلى ان تكون محفوظة بشكل أفضل من نظيراتها البرية.[26]

طُرحت فكرة أن الاختلافات الواضحة في التنوع البيولوجي البحري قد تكون اصطناعية مع تقديرات التوافر المتعلق مباشرة بكمية الصخور المتاحة لأخذ العينات من فترات زمنية مختلفة. ومع ذلك يُظهر التحليل الإحصائي أن هذا لا يمثل سوى 50٪ من النمط المرصود وتوفر الأدلة الأخرى التأكيدات بأن معظم أحداث الانقراض المقبولة على نطاق واسع حقيقية. يشير التقدير الكمي للتعرية الصخرية في أوروبا الغربية إلى أن الكثير من الأحداث البسيطة التي قُدم لها تفسير بيولوجي يتم شرحها بسهولة أكبر عن طريق الانحياز الاستعياني
استنتج البحث الذي نشر في عام 1982 أن حدث الانقراض الجماعي السادس مستمر:
6.انقراض الهولوسين: مستمر حاليًا وقد تكرر أكثر من 1000 مرة في معدل الانقراض منذ عام 1900. هذا الانقراض الجماعي هو نتيجة لنشاط الإنسان. يؤكد تقييم التنوع البيولوجي العالمي لعام 2019 الذي صدر عن المقر الحكومي الدولي للعلوم وسياسات التنوع البيولوجي أن 25٪ من الأنواع النباتية والحيوانية مهددة بالانقراض.
أشارت الأبحاث الحديثة إلى أنه من المحتمل أن يشكل حدث انقراض نهاية العصر الكابتاني حدث انقراض منفصل عن حدث الانقراض البرمي -الثلاثي، وإن كان ذلك صحيحا سيكون أكبر من العديد من أحداث الانقراض الخمسة الكبار.

## الأهمية التطورية
لقد أدت الانقراضات الجماعية في بعض الأحيان إلى تسريع تطور الحياة على الأرض. عندما تنتقل هيمنة مناطق بيئية معينة من مجموعة من الكائنات إلى أخرى فنادراً ما يكون ذلك لأن المجموعة المهيمنة الجديدة متفوقة على القديمة إنما لأن حدث الانقراض يلغي المجموعة المهيمنة القديمة ويمهد الطريق لمجموعة جديدة.
على سبيل المثال: وجدت ثدييات الشكل ثم الثدييات طوال فترة وجود الديناصورات، لكنها لم تكن تستطيع المنافسة في الهيمنة على المناطق التي احتكرتها الديناصورات. أدى الانقراض الجماعي في نهاية العصر الطباشيري إلى إزالة الديناصورات غير الطائرة وتمكين الثدييات من التوسع إلى المناطق الأرضية الكبيرة. وكانت الديناصورات نفسها قد استفادت من الانقراض الجماعي السابق في نهاية العصر الترياسي والذي قضى على معظم منافسيهم الرئيسيين مثل ساقيات الرصغ.
تتنبأ وجهة نظر أخرى بأن الأنواع الموجودة في مناطق بيئية أكثر تعارضًا للصراعات بين الكائنات الحية ستكون أقل احتمالًا للانقراض. وذلك لأن السمات ذاتها التي تحافظ على وفرة أفراد الأنواع وقابليتها للحياة في ظل ظروف ثابتة إلى حد ما تصبح عبئًا بمجرد انخفاض مستويات السكان بين الكائنات الحية المتنافسة أثناء حدوث الانقراض.
وبالإضافة إلى ذلك فإن العديد من المجموعات التي تنجو من الانقراض الجماعي لا تتعافى من حيث العدد أو التنوع ويذهب كثير منها نحو الانخفاض على المدى الطويل، وغالبا ما يشار إليها باسم (النوع الميت السائر). ومع ذلك يرجح أن تكون الأنواع التي تعيش لفترة طويلة بعد حدوث انقراض جماعي والتي تم خفض عددها إلى أنواع قليلة فقط قد شهدت تأثيرًا كرد فعل يسمى (دفعة الماضي).
كان داروين واثقا من الرأي القائل بأن التفاعلات بين الأحياء مثل التنافس على الغذاء والأرض (الكفاح من أجل الوجود) ذات أهمية أكبر بكثير في تعزيز التطور والانقراض من التغيرات في البيئة المادية. وقد عبر عن ذلك في كتابه (أصل الأنواع): «تنشأ الأنواع وتموت لأسباب تنفذ ببطء ... والأكثر أهمية من بين أسباب التغير العضوي هذه هو سبب مستقل عن الظروف الفيزيائية المتغيرة، هو العلاقة المتبادلة بين الكائن الحي والكائن الحي الآخر. حيث أن تحسين كائن واحد يستلزم تحسين أو إبادة الكائنات الأخرى».

## الآثار وإعادة انتعاش الحياة
تباينت آثار أحداث الانقراض الجماعي بشكل كبير. عادة ما تبقى الأنواع الحشيشية (النباتية) فقط بعد حدوث انقراض كبير بسبب قدرتها على العيش في بيئات متنوعة. ثم تعود الأنواع للتنوع وتملأ الأماكن الفارغة. بشكل عام يتعافى التنوع البيولوجي خلال 5 إلى 10 ملايين سنة بعد حدوث الانقراض. وقد يستغرق الامر في أشد حالات الانقراض الجماعي من 15 إلى 30 مليون عام.
دمر انقراض العصر البرمي الترياسي الحياة على الأرض وقتل أكثر من 90٪ من الأنواع. بدا أن الحياة تعافت بسرعة بعد هذا الانقراض ولكن كان ذلك غالبًا على شكل كارثة تصنيفية مثل سحلية المجرفة. تشير أحدث الأبحاث إلى أن الحيوانات التي شكلت أنظمة بيئية معقدة ذات التنوع البيولوجي العالي والشبكات الغذائية المعقدة استغرقت وقتًا أطول بكثير للتعافي. يُعتقد أن هذا الانتعاش الطويل كان بسبب موجات الانقراض المتعاقبة التي حالت دون الانتعاش، فضلاً عن الضغوط البيئية الطويلة التي استمرت حتى العصر الترياسي المبكر.
تشير الأبحاث الحديثة إلى أن الانتعاش لم يبدأ حتى بداية منتصف العصر الترياسي أي بعد 4 إلى 6 ملايين سنة من الانقراض، ويقدر في بعض الكتب أن الانتعاش لم يكتمل حتى مضي 30 مليون عام بعد الانقراض البرمي الترياسي، أي حتى أواخر الترياسي. حدثت زيادة في التوطين بعد الانقراض البرمي الترياسي حيث شغلت الأنواع نطاقات أصغر، ربما كان ذلك ريثما سيطرت على الموارد وهيئت الطريق لإعادة التنوع في نهاية المطاف.
يصعب تحديد آثار الانقراض الجماعي على النباتات إلى حد ما من خلال النظر إلى سجل الحفريات النباتية. بعض الانقراضات الجماعية (مثل نهاية العصر البرمي) كانت كارثية بنفس القدر على النباتات، في حين أن بعضها الآخر (مثل نهاية الديفون) لم يؤثر على النباتات.

## أنماط التواتر
كثيرا ما اقترح أن أحداث الانقراض كان تقع بشكل دوري، كل 26 إلى 30 مليون عام، أو أن التنوع يتقلب بشكل عرضي كل 62 مليون عام تقريبا. وقد قدمت أفكار كثيرة في محاولة تفسير النمط المزعوم، منها وجود نجم افتراضي مصاحب للشمس، أو تذبذبات في المستوى المجرّي، أو المرور عبر أذرع مجرة درب اللبانة الحلزونية. ومع ذلك، فبعض الباحثين استنتجوا أن البيانات الخاصة بالانقراضات البحرية الجماعية لا تتوافق مع فكرة أن الانقراضات الجماعية دورية الحدوث، أو أن الأنظمة البيئية تنمو إلى نقطة يكون عندها حدوث انقراض جماعي أمر لا مفر منه.[5] وقد اتضح أن الكثير من العلاقات الارتباطية المقترحة زائفة. وجادل البعض الآخر بأن هناك دليل قوي يدعم دورية حدوث الانقراض، وأن هناك دليلا إضافيا في هيئة تباين دوري متزامن في المتغيرات الجيوكيميائية غير البيولوجية.
يعتقد العلماء أن أحداث الانقراض الجماعي تكون نتيجة لضغط طويل الأمد يزيد بسبب صدمة قصيرة الأمد. فخلال فترة دهر البشائر، بدا أن إمكانية انقراض أصانيف حيوية أمرا غير وارد الحدوث خلال أي وقت، وهو ما قد يعكس وجود شبكات غذائية أقوى وكذلك وجود أنواع أقل عرضة للانقراض، وعوامل أخرى كالتوزيع القاري. ومع ذلك، فحتى بوجود تحيز معاينة، فإن الواضح أنه كان هناك انخفاض تدريجي في معدلات الانقراض والنشوء خلال دهر البشائر. وقد يعكس ذلك حقيقة أن المجموعات التي امتلكت معدلات تحول أعلى كانت أكثر عرضة لأن تصبح منقرضة بالصدفة، أو قد يكون ذلك من صنع التصنيف الحيوي: فالعائلات تميل إلى أن تصبح أكثر انتواعا، وبالتالي أقل عرضة، بمرور الوقت، للانقراض، كما أن المجموعات المصنفة حيويا تظهر في وقت مبكر في الجدول الزمني الجيولوجي.
وقد اقترح أيضا أن تكون المحيطات قد أصبحت أكثر ترحيبا بالحياة خلال الخمسمائة مليون عام الماضية، وبالتالي أقل عرضة للانقراضات الجماعية، لكن القابلية للانقراض على المستوى الأصنوفي لا يبدو وأنه يجعل حدوث الانقراض الجماعي أكثر أو أقل احتمالا.

## وصلات خارجية
- الانقراضات الجماعية من مجلة العلوم الأمريكية - النسخة العربية